# Life (časopis)

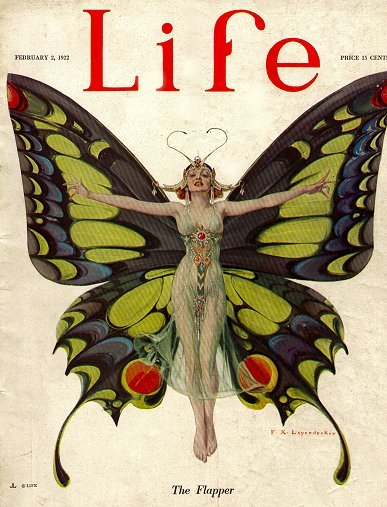
Obálka z roku 1922 s názvem „The Flapper“ od F. X. Leyendeckera

Life mohou být tyto tři americké časopisy:
- Humorný časopis vydávaný 1883–1936. Henry Luce koupil veškerá práva na tento časopis.
- Magazín, který založil Henry Luce v roce 1936 se silným důrazem na fotožurnalistiku. Life začal vycházet jako týdeník až roku 1972 a jako „speciál“ vycházel do roku 1978, jako měsíčník od roku 1978 do roku 2000.[1]
- Týdeník vydávaný společností Time v letech 2004 – 2007; zahrnoval i některé další americké noviny.

Časopis Life má nezanedbatelné místo v historii fotožurnalistiky za svůj významný přínos v publikování obrazových zpráv.

## Historie
Časopis Life začal vycházet už na začátku 20. století jako jiný typ časopisu: humoristický týdeník plný kreslených vtipů, humorných povídek a kulturních reportáží. Když během Velké deprese zbankrotoval, vlivný americký vydavatel Henry Luce odkoupil jméno časopisu, a začal ho vydávat jako časopis, založený na fotografiích a obrazových reportážích. V té době už sklízel Luce velký úspěch se svým časopisem Time, týdeníkem zpráv a informací ze světa.
Jestliže posláním časopisu Time bylo zprávy popsat zprávy, Life měl zprávy ukazovat. Podle motta zakladatele časopisu "časopis byl myšlen jako prostředek, aby Američané mohli "vidět život, vidět svět, stát se očitými svědky světových událostí, byť by byly tisíce mil daleko. Vidět a být ohromeni, vidět a být informování” Luce vtiskl časopisu styl už úvodním fotem na obálce prvního čísla, kam umístil ohromující fotografii přehrady Fort Peck Dam Margaret Bourke-Whitové. Přehrada byla výsledek jednoho z mnoha veřejně prospěšných projektů Rooseveltova Nového údělu (New Deal).
Formát Life prodělal v roce 1936 velké změny: text byl zkrácen na pouhé titulky a na 50 stránkách byly tištěny obrázky. Časopis byl tištěn na silný křídový papír. Life předčil všechny firemní předpovědi, původní počet prvního vydání 380.000 výtisků za týden vzrostl na více než jeden milion o čtyři měsíce později.
Již po prvním roce zaznamenal Life obrovský úspěch. Téměř přes noc změnil způsob, jakým se lidé dívali na svět. Jeho velkolepé obrazové a fotografické reportáže ovlivnily, jak jeho čtenáři vnímali svět, odrážely názory a nálady společnost. Ve své vrcholné době vycházel Life až ve 8 milionech výtiscích a měl bezesporu významný vliv na americkou veřejnost na začátku a uprostřed 20. století.
Na podzim roku 1936 začal spolupracovat na přípravách tohoto časopisu Alfred Eisenstaedt. S úplnou samozřejmostí do něho vnášel reportérský styl, běžný v Německu již několik let, avšak stále narážel na nepochopení. Po pár letech, konkrétně v září roku 1938, se podařilo Alfredu Eisenstaedtovi prolomit vlnu nesouhlasu. Napomohl tomu vznik londýnského časopisu Picture Post, jehož obrazový redaktor Stefan Lorant a reportér Felix H. Man se spolu s Eisenstaedtem řadí k tvůrcům moderní fotoreportáže. Po tomto zlomovém okamžiku vytvořil Eisenstaedt ve službách časopisu Life až tisíc osm set reportáží, pomocí nichž poznaly miliony čtenářů život filmových hvězd, vědců, hudebníků, korunovaných hlav, ale i obyčejných lidí. Spolupráce s časopisem Life dala vzniknout portrétům např. Sophie Lorenové či Ernesta Hemingwaye. Po skončení druhé světové válce otiskl na titulní straně jeho fotografii Den vítězství na Times Square.
Protože důraz časopisu byl položen na fotografiích a vizuální dokumentaci, není divu, že popularita časopisu utrpěla příchodem televize, která se stala dominantním zdrojem informací z celého světa. Proto v roce 1972 přestal Life vycházet jako týdeník, když začal ztrácet své čtenáře a finanční přínos svých inzerentů, kteří se rovněž přesunuli do televize. V roce 2004 se opět vrátil k týdennímu schématu, ale jen jako doplněk jiných amerických novin, což ho vrátilo zpět k milionovým výtiskům. Definitivně ukončil své vydávání 20. dubna 2007. Pod svou značkou pokračuje na internetu.

## Přispěvatelé
Nejznámější autoři od roku 1936 byli mimo jiné:
- Larry Burrows (fotožurnalista)
- Margaret Bourke-Whiteová (fotožurnalistka)
- Robert Capa (fotožurnalista)
- Brad Darrach (filmový kritik)
- Wheeler Winston Dixon (filmový kritik)
- Alfred Eisenstaedt (fotožurnalista)
- Bill Eppridge (fotožurnalista)
- Clay Felker (sportswriter, zakladatel New York Magazine)
- Bob Gomel (fotožurnalista)
- Allan Grant (fotožurnalista)
- Dirck Halstead (fotožurnalista)
- Mary Hamman (editor moderního života)
- Henri Huet (fotožurnalista)
- Sally Kirkland (módní editor)
- Will Lang Jr. (Bureau Head / Chief Regional Bureau Director)
- Mary Leatherbee (movie editor)
- Henry Luce (publicista, editor-chief, 1936-1964)
- Hansel Miethová (fotožurnalistka)
- Lee Millerová (fotožurnalistka)
- Gjon Mili (fotožurnalista)
- Gordon Parks (fotožurnalista)
- Art Shay (fotožurnalista)
- George Silk (fotožurnalista)
- William Eugene Smith (fotožurnalista)
- Edward Steichen (portrétní fotograf)
- Karina Taira (módní fotograf)
- Edward K. Thompson (managing editor 1949–1961; editor chief 1961–1970)
- Thomas Thompson (novelista)
- John Vachon (fotožurnalista)
- James Watters (filmový kritik)
- Tony Zappone (fotožurnalista, Evropská edice)